# I Can’t Go for That (No Can Do)
I Can’t Go for That (No Can Do) ist ein Lied von Hall & Oates aus dem Jahr 1981, das von der Band und Sara Allen geschrieben wurde. Es erschien auf dem Album Private Eyes.

## Geschichte
An einem Abend in einem Musikstudio in New York 1981 fertigte Daryl Hall für die Private-Eyes-Session die Rohfassung des Songs an. Weil er mit dem Resultat unzufrieden war, arbeitete er mit John Oates und Sara Allen am nächsten Tag den Song um. Die Bassline entstammt einem Korg-Synthesizer (gespielt von Daryl Hall), die Gitarre spielte John Oates und die Aufnahmen zeichnete Neil Kernon auf. Laut BMI ist dies einer von 14 Songs der Band, die in den Vereinigten Staaten schon über eine Million Mal gespielt wurden und in VH1s Liste „100 Greatest Songs of the 80s“ schaffte dieser Platz sechs. Die Veröffentlichung fand am 2. November 1981 statt.
Nach der Aufnahme von We Are the World sprach Hall Michael Jackson auf die Ähnlichkeiten zwischen I Can’t Go for That (No Can Do) und Billie Jean an. Hall erhielt die Bestätigung, dass die Bassline von Billie Jean aus seinem Song stammt.

## Rezeption

### Chartplatzierungen
| ChartsChartplatzierungen       | Höchstplatzierung | Wochen |
| ------------------------------ | ----------------- | ------ |
| Deutschland (GfK)              | 72 (3 Wo.)        | 3      |
| Vereinigte Staaten (Billboard) | 1 (21 Wo.)        | 21     |
| Vereinigtes Königreich (OCC)   | 8 (10 Wo.)        | 10     |

| ChartsJahrescharts (1982)      | Platzierung |
| ------------------------------ | ----------- |
| Vereinigte Staaten (Billboard) | 15          |

### Auszeichnungen für Musikverkäufe
| Land/Region                  | Auszeichnungen für Musikverkäufe (Land/Region, Auszeichnung, Verkäufe) | Verkäufe  |
| ---------------------------- | ---------------------------------------------------------------------- | --------- |
| Vereinigte Staaten (RIAA)    | Gold                                                                   | 1.000.000 |
| Vereinigtes Königreich (BPI) | Silber                                                                 | 250.000   |
| Insgesamt                    | 1× Silber · 1× Gold ·                                                  | 1.250.000 |

## Coverversionen
- 1989: De La Soul (Say No Go)
- 1993: Above the Law
- 1997: Heavy D. & the Boyz
- 1998: 2 Live Crew
- 2000: Tamia
- 2001: Stereo MCs
- 2002: Mac Dre
- 2002: Donny Osmond
- 2003: MF DOOM
- 2003: Simply Red (Sunrise)
- 2004: The Notorious B.I.G. feat. R. Kelly
- 2006: Orson
- 2006: Plan B. (Mama (Loves a Crackhead))
- 2010: The Bird and the Bee
- 2011: Glee